# Serralada de Talamanca
La serralada de Talamanca és la de major elevació al sud d'Amèrica Central. S'estén des de la part sud de la vall Central de Costa Rica i continua en territori de la República de Panamà amb els noms de serralada de Chiriquí i muntanya de Tabasará.
A Costa Rica, a través de la carretera Interamericana Sud es pot arribar fins a un dels turons més alts de la serralada (i el de més fàcil accés), el cerro Buenavista (3.491 m), més comunament anomenat cerro de la muerte, per la diferència de clima a aquesta altura en comparació a la resta del territori nacional. El pic més alt és el cerro Chirripó, localitzat dins del parc nacional del mateix nom, que té 3.820 m.
També allotja el Parque Internacional La Amistad, que comparteix territori amb el país veí de Panamà. Aquest parc és la zona protegida més gran de Costa Rica i va ser declarada Reserva de la Biosfera per la UNESCO el 1990. És de gran importància perquè serveix d'hàbitat a espècies grans de mamífers com el tapir, el jaguar, el puma, i moltes espècies d'aus com el quetzal.
En elevacions per sobre els 1.800 m predominen els boscos de roures de gran mida a tota la serralada, fins als 3.000 m comença la transició del bosc a zones ermes, on es poden veure arbusts i bambú nan fins als 3.400 m on es pot apreciar l'erm alpí tropical. El suberm i l'erm estan subjectes a una congelació parcial per les nits a una altura superior als 3.200 m, quan la temperatura pot descendir fins a -5 °C.

## Elevacions més importants
- Cerro Chirripó - 3.820 m (Costa Rica)
- Cerro Kamuk - 3.554 m (Costa Rica)
- Cerro Buenavista - 3.491 m (Costa Rica)
- Cerro Durika - 3.280 m (Costa Rica)
- Volcà Barú - 3.475 m (Panamà)
- Cerro Fábrega - 3.335 m (Panamà)
- Cerro Itamut - 3.293 m (Panamà)
- Cerro Echandi - 3.163 m (Panamà)